# Porta di San Pietro (Pérouse)
La Porta di San Pietro ou Porta Romana est l'une des portes médiévales de Pérouse. Insérée dans les murs des XIIIe et XIVe siècles, elle est située au bout du Corso Cavour,.

## Histoire
La Porta San Pietro est également connue sous le nom de Porta Romana, car elle est orientée vers le sud en direction de Rome, où passait autrefois la Via Regale ou la Via Papale, empruntées par les pèlerins.

## Description
La porte s'ouvre sur les murs médiévaux et possède deux façades : une intérieure et une extérieure. 

### Intérieur
La plus ancienne, datant du XIVe siècle, tournée vers l'intérieur, possède deux ouvertures dont une est fermée ̶d 'où l'ancien nom Porta alle Due Porte (« La porte aux deux portes »). Dans la partie supérieure, à l'intérieur d'une niche se trouve une fresque de 1765 repeinte à plusieurs reprises, représentant Notre-Dame du Rosaire entre les saints François et Dominique. Une plaque commémore la résistance des Pérugins contre les troupes papales du 20 juin 1859,.

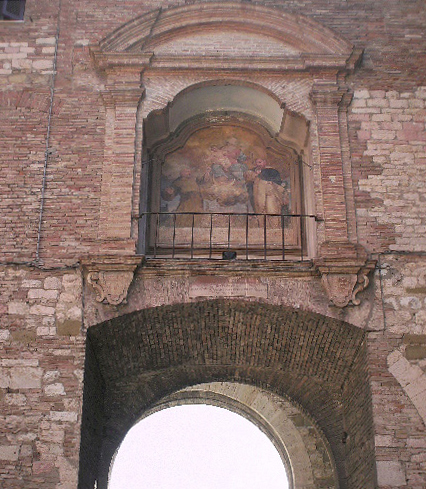
Arc intérieur avec la fresque de 1817.

### Extérieur
La façade extérieure, réalisée par Agostino di Duccio et le Pérugin Polidoro di Stefano (1475-1480), est une œuvre de la Renaissance conçue comme un arc de triomphe flanquée  deux tours latérales en saillie. L'architecture rappelle le temple Malatesta à Rimini de Leon Battista Alberti. Le projet, inachevé au niveau du couronnement, prévoyait une plus grande hauteur et un arc plus petit au-dessus de l'arc central, comme dans l'arc étrusque. Dans la cavité entre les deux façades, se trouvent deux portails latéraux : celui de droite conduisait à la Gabella (bureau de service), tandis que celui de gauche permettait d'accéder à l'ancienne église médiévale San Giacomo, dédiée au saint patron des pèlerins,.